# Прапор Сіккіму

Прапор князівства Сіккім (1967—1975)

Неофіційний прапор Сіккіму (1994 — сучасність)

Прапор Сіккіму — прапор князівства Сіккім, що офіційно вживався з 1967 по 1975 роки. Це біле полотнище з червоною окантовкою і жовтим колесом Дхарми — хорло — в центрі.

## Історія
До 1967 року окантовка була багатоколірною і візерунчастою, а на прапорі зображалися, з Колесом Дхарми в центрі, інші буддистські символи меншого розміру; число і склад цих символів мінялися з часом. У 1967 році прапор був спрощений, оскільки були труднощі з його відтворенням.
З відміною монархії і приєднанням Сіккіму до Індії в 1975 році прапор втратив свій офіційний статус, проте зрідка продовжує використовуватися неофіційно.
Партія Демократичний фронт Сіккіму, що прийшла до влади в штаті в 1994 році та складається в першу чергу з етнічних непальців, використовує як національний прапор синьо-жовто-червоний триколор, що раніше служив прапором цієї партії. Цей прапор не є офіційним в республіці Індія.